# Родітєлєв Сергій Васильович
Родітєлєв Сергій Васильович — начальник дільниці (з 07.2002) ДВАТ «Шахта ім. М. І. Сташкова» ДХК «Павлоградвугілля».

## Життєпис
Народився 18 вересня 1958 (с. Лозліве, Курська область, Росія). Росіянин, дружина Валентина Петрівна (1958) — паспортистка районного паспортного столу, донька Олена (1982).
Освіта середня.
- 1976-78 — служба в армії.
- 1980-87 — прохідник дільниці прохідничих робіт, шахта ім. Ленінського комсомолу України ВО «Павлоградвугілля».
- З 1987 — прохідник,
- з 1990 — бригадир прохідників, ДВАТ «Шахта ім. М. І. Сташкова» ДХК «Павлоградвугілля».

Захоплюється мисливством.

## Нагороди
- Заслужений шахтар України (08.1996)[1].
- Знак «Шахтарська слава» III (1990), II ст. (1997).
- Знак «Шахтарська доблесть» III ст. (1999).
- Герой України (з врученням ордена Держави, 23.08.2001). Почесна грамота КМ України (08.2001)[2].